# みずがめ座ニュー星
みずがめ座ν星（みずがめざニューせい、ν Aquarii、ν Aqr）は、みずがめ座の恒星である。みずがめ座ν星の見かけの等級は4.5で、肉眼でみることができる。年周視差の測定に基づいて計算した太陽からの距離は、約159光年である。

## 特徴
みずがめ座ν星のスペクトル型はG8 IIIで、主系列段階よりも進化して水平分枝段階にある巨星とみられ、年齢はおよそ13億年と推定される。質量は太陽の倍、半径は太陽の8倍以上、光度は太陽の40倍程で、表面温度は5,011Kと推定される。この温度は、黄色巨星であることを示しており、スペクトル型と一致する。
みずがめ座ν星は、土星状星雲の東1.4度の位置にあり、土星状星雲を探す際の目印になる。

## 名称
アラビアの月宿の一つ sa‘du ʾbul‘a の名称が、みずがめ座ε星、みずがめ座μ星と、みずがめ座ν星に与えられており、μ星とν星とで Al Buläān と呼ばれていたとも言われる。
中国では、「天上の城壁」を意味する天塁城（拼音: Tiān Lěi Chéng）という星官を、みずがめ座ξ星、やぎ座46番星、やぎ座47番星、やぎ座λ星、やぎ座50番星、みずがめ座18番星、やぎ座29番星、みずがめ座9番星、みずがめ座8番星、みずがめ座14番星、みずがめ座17番星、みずがめ座19番星と共に形成する。みずがめ座ν星自身は、天塁城十（拼音: Tiān Lěi Chéng shí）つまり天塁城の10番星と呼ばれる。